# هانك دونكان
هانك دونكان (بالإنجليزية: Hank Duncan)‏ هو عازف جاز وعازف بيانو أمريكي، ولد في 26 أكتوبر 1894 في بولينغ غرين في الولايات المتحدة، وتوفي في 7 يونيو 1968 في لونغ آيلند في الولايات المتحدة.

## وصلات خارجية
- هانك دونكان على موقع ميوزك برينز (الإنجليزية)
- هانك دونكان على موقع ديسكوغز (الإنجليزية)